# Mölker Bastei

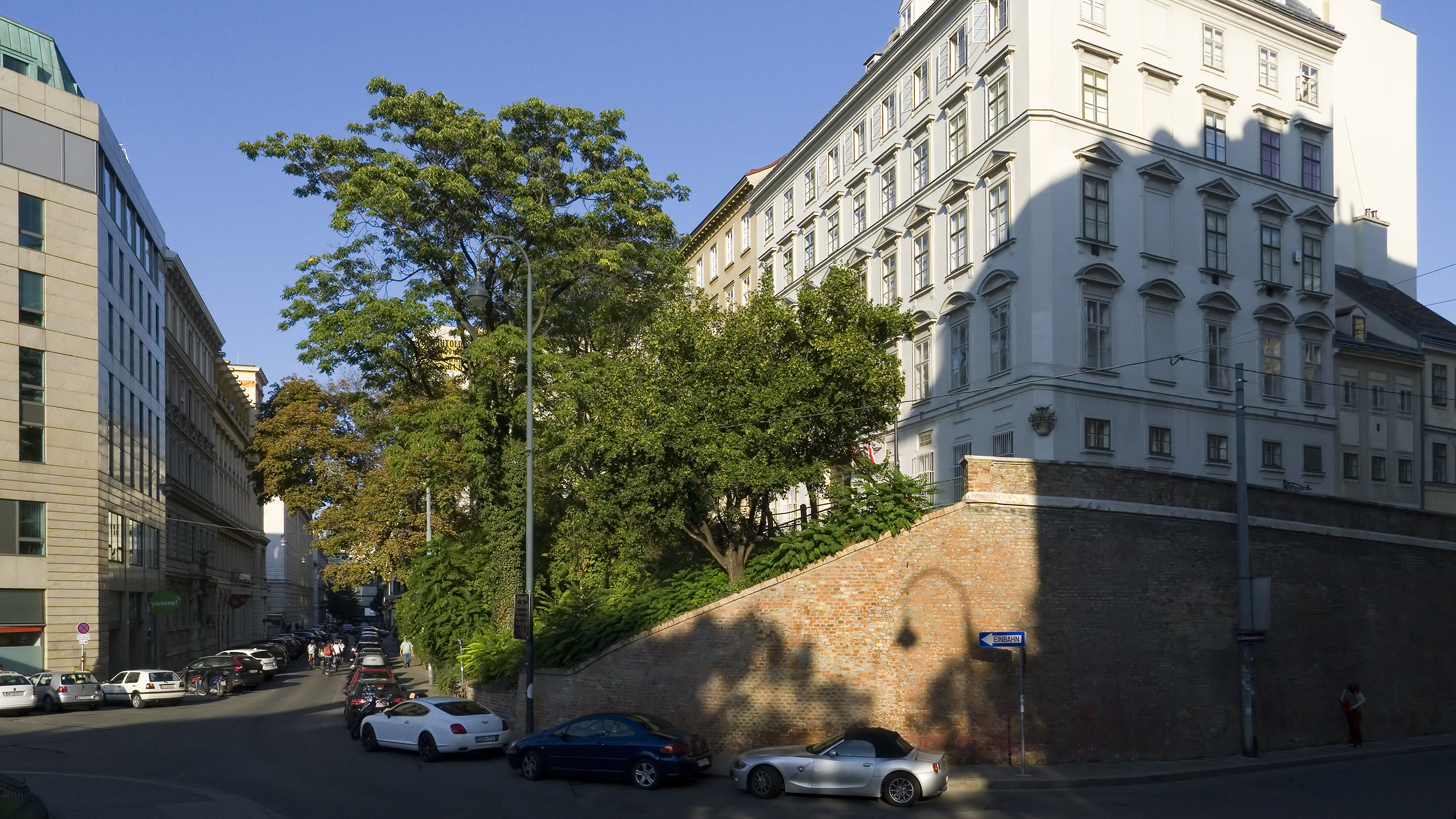
Die Mölker Bastei Richtung Nordosten

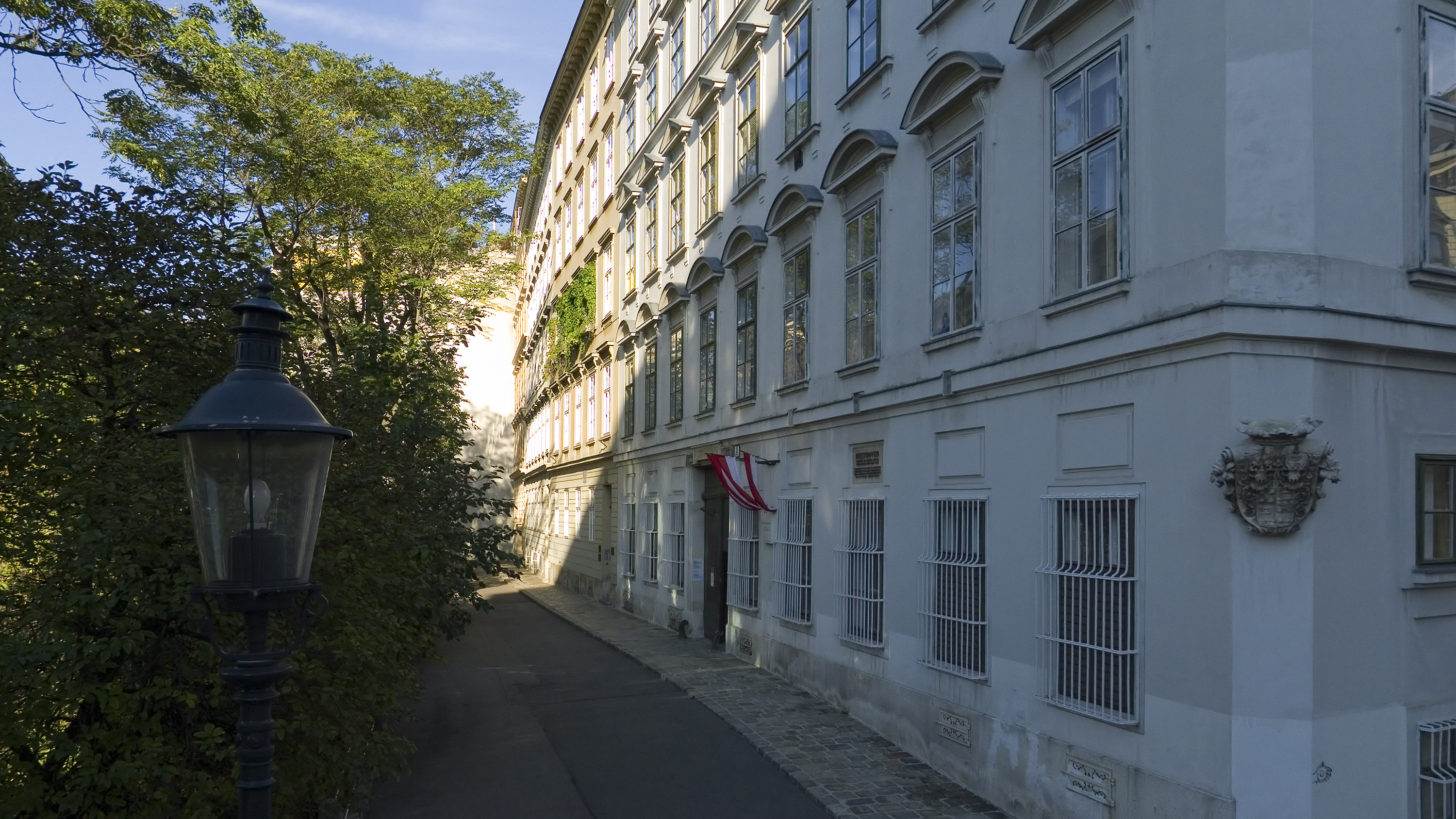
Der obere Teil beim Pasqualatihaus

Die Mölker Bastei war eine Bastion der ehemaligen Wiener Stadtbefestigung, die von 1531 bis 1871 existierte. Heute ist die Mölker Bastei eine Straße im 1. Wiener Gemeindebezirk Innere Stadt, die 1871 angelegt und nach der ehemaligen Bastei benannt wurde.

## Geschichte der Bastei

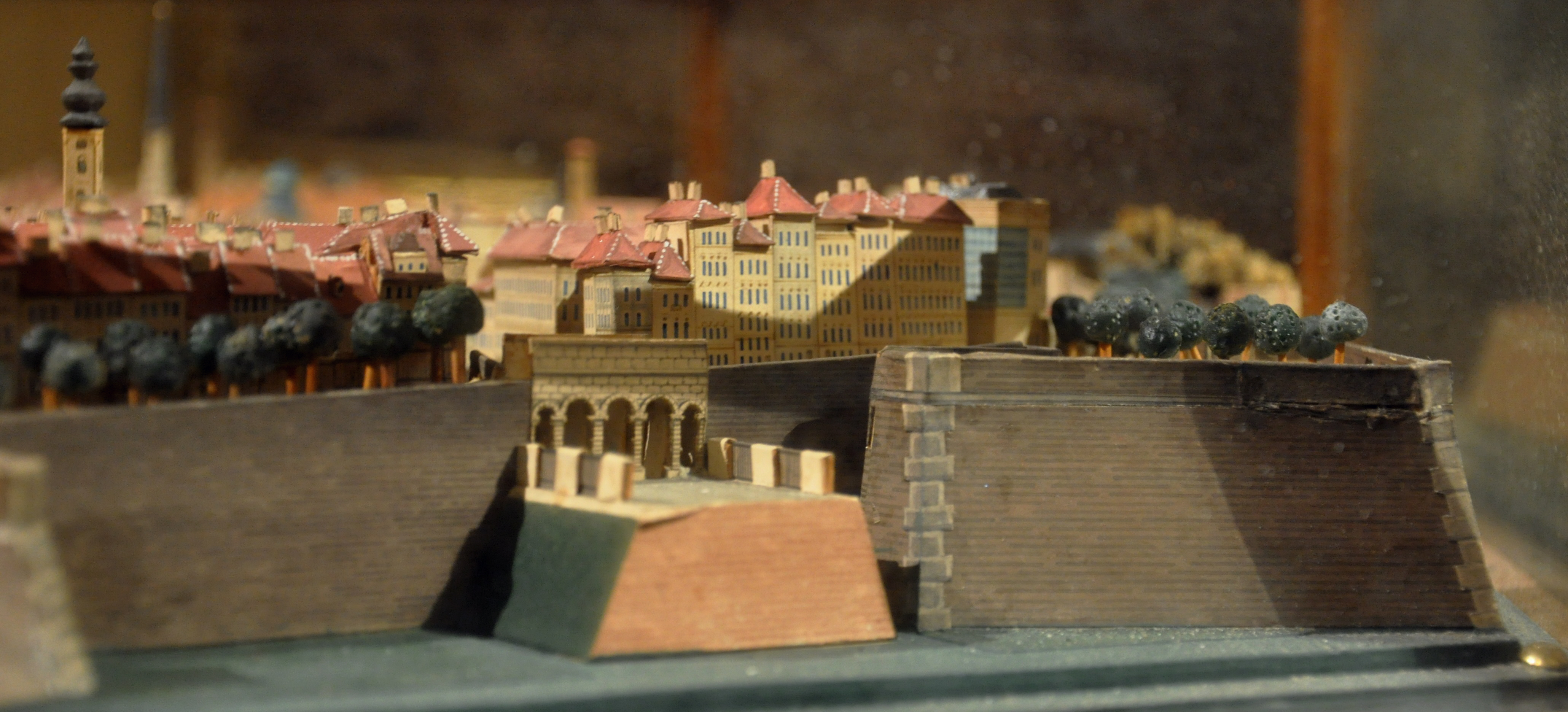
Modell von Schottentor und Mölker Bastei, wie sie 1845 ausgesehen haben

1531 wurde im Rahmen der Wiener Stadtbefestigung die Schottenbastei errichtet, die sich im Bereich des heutigen Universitätsrings zwischen der Rampe der Universität Wien und den Häusern Nr. 6–12 befand. Ihren Namen (Bastei beim Schottentor, 1548 Bastei bei den Schotten, 1577 bzw. 1597 Schottentor) erhielt sie nach dem benachbarten Schottentor bzw. dem Schottenstift. Zuerst handelte es sich um ein Erdwerk. Bereits 1536–1544 wurde es vergrößert. Um 1600 erfolgte eine Verstärkung inklusive der Katze und 1637 war die Ummauerung schließlich vollendet. Seit dieser Zeit sprach man auch nicht mehr von der Schottenbastei, sondern der Name Mölker Bastei setzte sich durch. Dies ist auf den hinter der Bastei liegenden Melker Hof (Mölk ist ein Dialektausdruck für die Stadt Melk) im Besitz des Stiftes Melk zurückzuführen, der zu jener Zeit bereits eine beachtliche Größe erreicht und daher als Ortsangabe an Bedeutung gewonnen hatte. Nach der Besetzung Wiens durch die Franzosen sprengten diese 1809 den Vorderteil der Mölker Bastei. Er wurde aber 1811 wiederhergestellt.
Das Ende der Mölker Bastei kam 1861, als im Rahmen der Schleifung der Wiener Stadtmauern und der Schaffung der Wiener Ringstraße an ihrer Stelle auch die Mölker Bastei zum Großteil fiel, inklusive der Häuser Nr. 2 bis 6, die sich auf der Kurtine zwischen Mölker Bastei und Elendbastei befunden hatten. Dabei wurde auch das kunsthistorisch wertvolle Palais Lubomirski zerstört. Der verbleibende Rest wurde 1870–1871 abgetragen und die heutige Straße gleichen Namens angelegt. Die eigentliche Mölker Bastei existiert heute also nicht mehr.
Die noch verbliebenen Häuser (Mölker Bastei Nr. 8 bis 18) sollten ebenfalls demoliert werden. Es war geplant, das Areal zu nivellieren, und die Helferstorferstraße bis zur Schreyvogelgasse zu verlängern. Da sich der Abbruch verzögerte, wurde 1871 eine Rampe gebaut, die vom Areal rund um das Pasqualatihaus zur Schreyvogelgasse hinunterführt. Längs der Schreyvogelgasse wurde eine Stützmauer gebaut, die die Böschung sichert.
Erst ab 1883 wurde wieder versucht, die restlichen Häuser abzureißen. Zahlreiche Besitzer der verbliebenen Häuser legten gegen den Abriss Protest ein, darunter der wohlhabende Max von Leber (1841–1916), Beamter bei der Generalinspektion der österreichischen Eisenbahnen und später einer der führenden Eisenbahnfachleute Österreichs. Er besaß die Häuser Mölker Bastei 8 (das Pasqualatihaus) sowie Schreyvogelgasse 12 und 14. Der Mitbesitzer des Hauses Mölker Bastei 14, Gustav Schlierholz, forderte eine enorm hohe Ablöse, und das betagte Ehepaar Beranek weigerte sich kategorisch, sein Haus Mölker Bastei 10 zu verkaufen. Der Stadterweiterungsfonds bereitete eine Enteignung vor.
Ein weiterer Protest kam in der Folge vom Stift Melk. Der hintere (südwestliche) Teil des Melker Hofs stand auf der Bastei; bei einer Nivellierung hätte daher ein Teil des Melker Hofs abgebrochen werden müssen. Das Stift Melk lehnte dies 1885 ab. 1889 bekundete Otto Wagner Interesse am Ankauf und Umbau der Gebäude an der Mölker Bastei, scheiterte aber ebenfalls am Widerstand des Stiftes Melk. Bei zahlreichen umliegenden Gebäuden konnte Einigung mit den Besitzern erzielt werden, sodass 1891 die Häuser Mölker Bastei 16 und 18 sowie Mölker Steig 9, 11, 13 und 15 abgebrochen und neu verbaut wurden. Als 1916 Max von Leber starb, wurde eine neue Initiative zum Abbruch der Mölker Bastei angedacht. Als Folge des Ersten Weltkriegs waren aber stadtplanerische Umgestaltungen nicht mehr realisierbar. 1923 wurden die noch bestehenden Bauwerke auf der Mölker Bastei unter Denkmalschutz gestellt und vor der Zerstörung bewahrt.
Das, was man umgangssprachlich gerne als „Mölker Bastei“ bezeichnet, ist die oben erwähnte, 1871 errichtete Mauer entlang der Schreyvogelgasse zur Sicherung der Böschung. Gegenwärtig ist aufgrund des Erhaltungszustands der Mauer eine Sanierung notwendig, die sich allerdings aufgrund von Kompetenzstreitigkeiten zwischen Stadt Wien und Bund schwierig gestaltet.

## Lage und Charakteristik der Straße

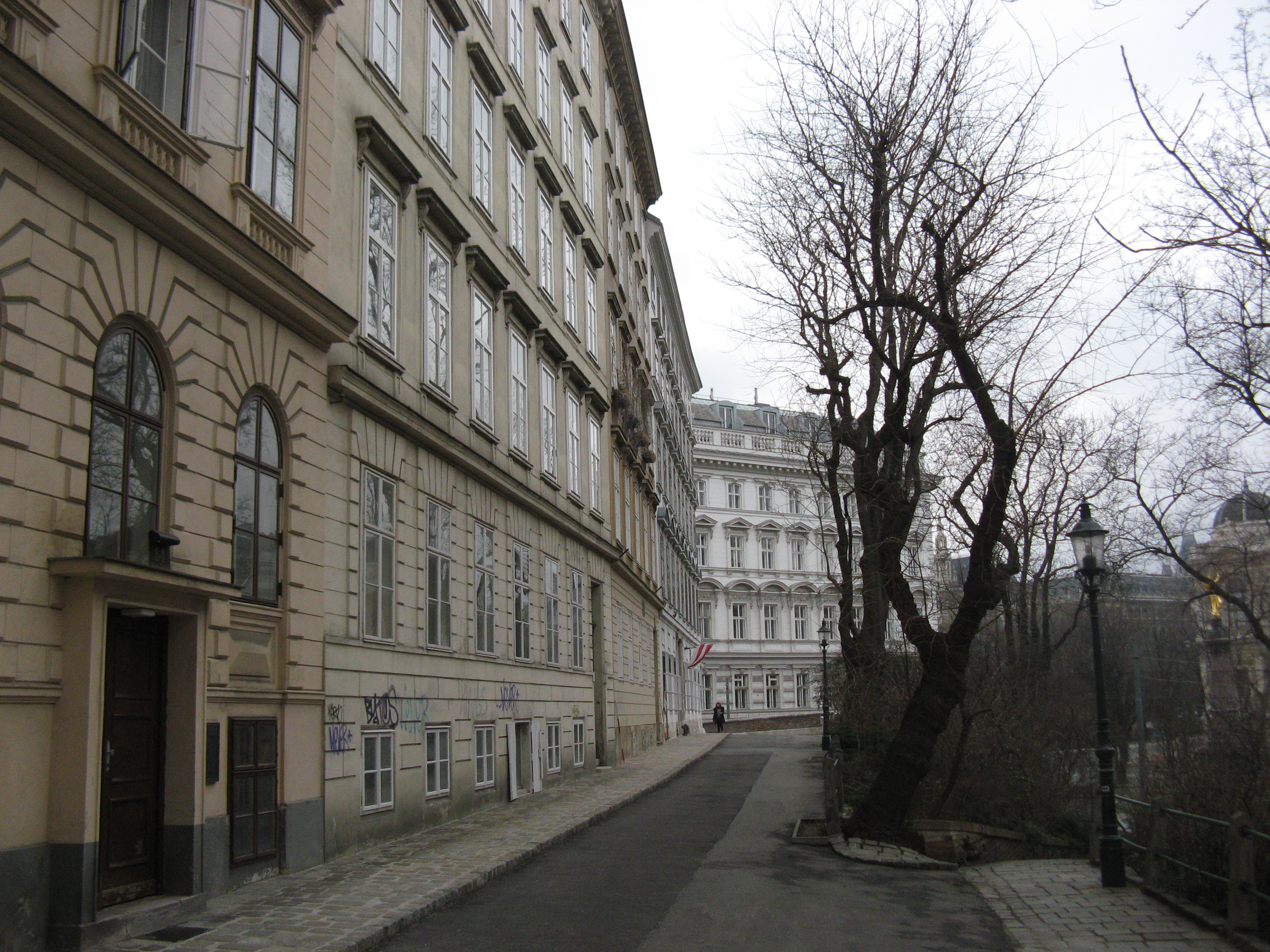
Die Häuser Nr. 8–14 auf der Rampe der Mölker Bastei

Die Mölker Bastei erstreckt sich vom Universitätsring mit dem Liebenberg-Denkmal gegenüber der Wiener Universität im Süden bis zur Schottengasse im Norden. Darüber hinaus befinden sich rechtsseitig die Häuser Nr. 8–14 erhöht auf der teilweise begrünten Rampe der ehemaligen Befestigungsanlage. Auf die Rampe führen 3 Stiegen für Fußgänger und eine als Fußgängerzone geführte Zugangsstraße von der Schreyvogelgasse her. Die unterhalb der Rampe liegende Fahrbahn ist eine Einbahnstraße. Auf der Mölker Bastei verkehren keine öffentlichen Verkehrsmittel, dennoch ist sie durch den benachbarten Verkehrsknotenpunkt Schottentor gut erreichbar.
Der Beginn der Mölker Bastei, der mit der Einmündung der Schreyvogelgasse in die Ringstraße zusammenfällt, hat den Charakter eines Platzes, in dessen Mitte das Liebenberg-Denkmal steht. Dahinter erheben sich auf der Anhöhe der ehemaligen Bastei Häuser vom Ende des 18. und Beginn des 19. Jahrhunderts. Die tiefer liegenden Gebäude sind historistisch und stammen aus der Zeit nach Anlage der Straße. Lediglich das Gebäude Hausnummer 1 ist ein moderner Bau aus der Zeit nach 1945.

## Verbauung

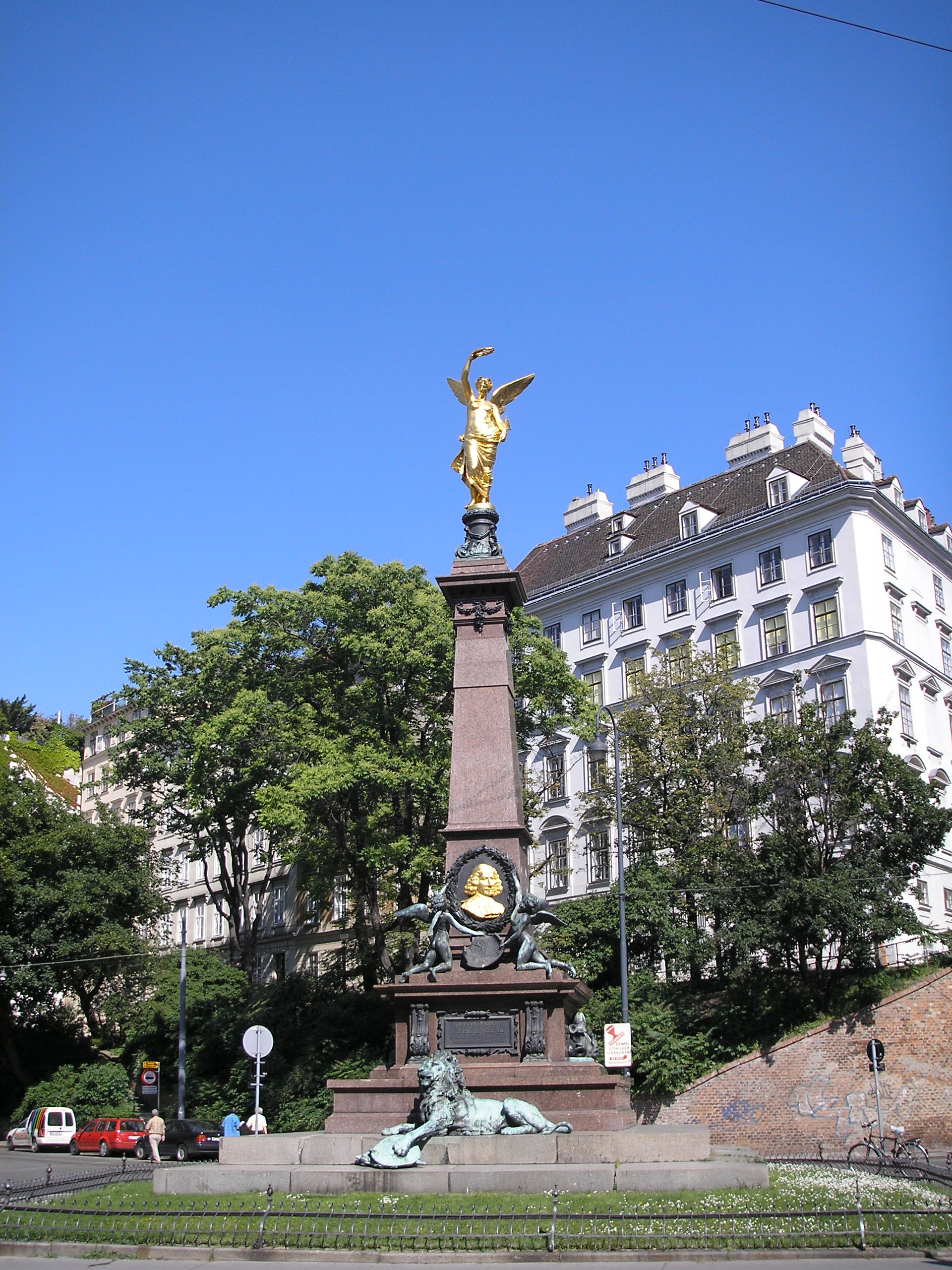
Liebenberg-Denkmal

### Liebenberg-Denkmal
An der Einmündung von Mölker Bastei und Schreyvogelgasse in den Universitätsring steht das Denkmal für den Wiener Bürgermeister Johann Andreas von Liebenberg. In seine Amtszeit 1680–1683 fiel die Zweite Wiener Türkenbelagerung. Das Denkmal wurde 1887 bis 1890 nach Plänen des Architekten Franz von Neumann und des Bildhauers Johann Silbernagel errichtet. Es besteht aus einem 9 Meter hohen Obelisken, an dessen Spitze sich die vergoldete Figur der Siegesgöttin Viktoria befindet. An der Vorderseite des Obelisken wird das vergoldete Porträtmedaillon Liebenbergs von zwei Putti gehalten. Außerdem ist eine Kartusche mit dem Doppeladler zu sehen. Auf dem gestuften Sockel des Denkmals ruht ein Löwe.
Das Denkmal befindet sich in einer eingefriedeten Wiese. Die Enthüllung erfolgte am 12. September 1890 in Zusammenhang mit dem Türkenbefreiungsdenkmal am Wiener Stephansdom. Nach Beschädigungen während des Zweiten Weltkriegs infolge Beschusses konnte das Denkmal bis 1949 wiederhergestellt werden.

### Trümmerfrauen-Denkmal

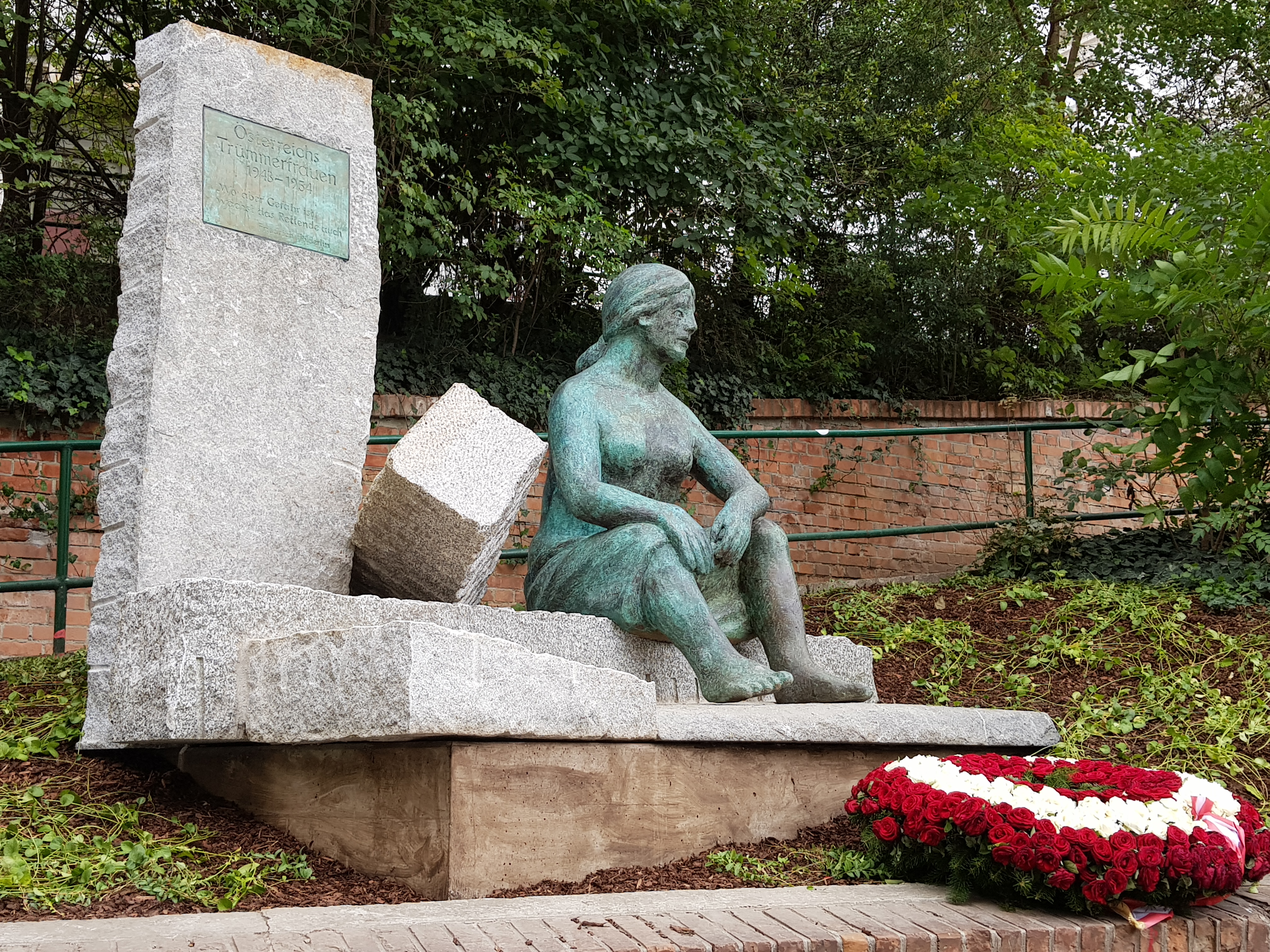
Trümmerfrauen-Denkmal (2018)

Das Denkmal in einem Grünstreifen an der Rampe der Mölker Bastei wurde vom Landschaftsarchitekten Magnus Angermeier geschaffen und am 1. Oktober 2018 enthüllt. Es zeigt die lebensgroße Bronzefigur einer sitzenden halbnackten Frau neben stilisierten Trümmern. Darauf befindet sich die Inschrift „Österreichs Trümmerfrauen 1943–1954“ mit dem Zitat von Friedrich Hölderlin Wo aber Gefahr ist wächst das Rettende auch. Als Vorbild der Frauenfigur diente eine ähnliche Plastik des Künstlers, die eine Badende darstellt.
Das Denkmal wurde privat auf Initiative des FPÖ-nahen Cajetan-Felder-Instituts errichtet und soll nach deutschem Vorbild an die sogenannten Trümmerfrauen Österreichs erinnern. Es ist das erste seiner Art in Wien. Die Stadt Wien hatte sich geweigert, ein solches Denkmal zu errichten, und nimmt das nun errichtete auch nicht in ihre Obsorge. Der politisch umstrittene Grund, von einem derartigen Mahnmal Abstand zu nehmen, liegt in der Tatsache, dass in Österreich im Gegensatz zu Deutschland zum Großteil nur ehemalige Nationalsozialistinnen strafweise als „Trümmerfrauen“ eingesetzt wurden und man keinem falschen Mythos Vorschub leisten wollte.

### Nr. 1 Ehemaliges OPEC-Gebäude
Das Gebäude Universitätsring 10 hatte ursprünglich ein Ensemble mit den benachbarten Häusern gebildet, wurde aber im Zweiten Weltkrieg durch Bombentreffer zerstört. Die Reste der Ruine wurden in den 1960er Jahren entfernt, und nach Plänen des Architekten Carl Appel wurde 1965–1967 ein modernes Büro- und Verwaltungshaus errichtet, das an die OPEC vermietet wurde. Hier ereignete sich am 21. Dezember 1975 ein aufsehenerregender Terrorüberfall mit Geiselnahme durch den Terroristen Carlos. 1977 wurde der Sitz der OPEC in ein anderes Gebäude in Wien verlegt. 1994 erfolgte eine Fassadenänderung. Eine Gedenktafel aus dem Jahr 1999 erinnert daran, dass in dem Vorgängergebäude 1899 der Österreichisch-Ungarische Verband der Privat-Versicherungs-Anstalten gegründet wurde.

### Nr. 3 Nebenhaus des Palais Ephrussi

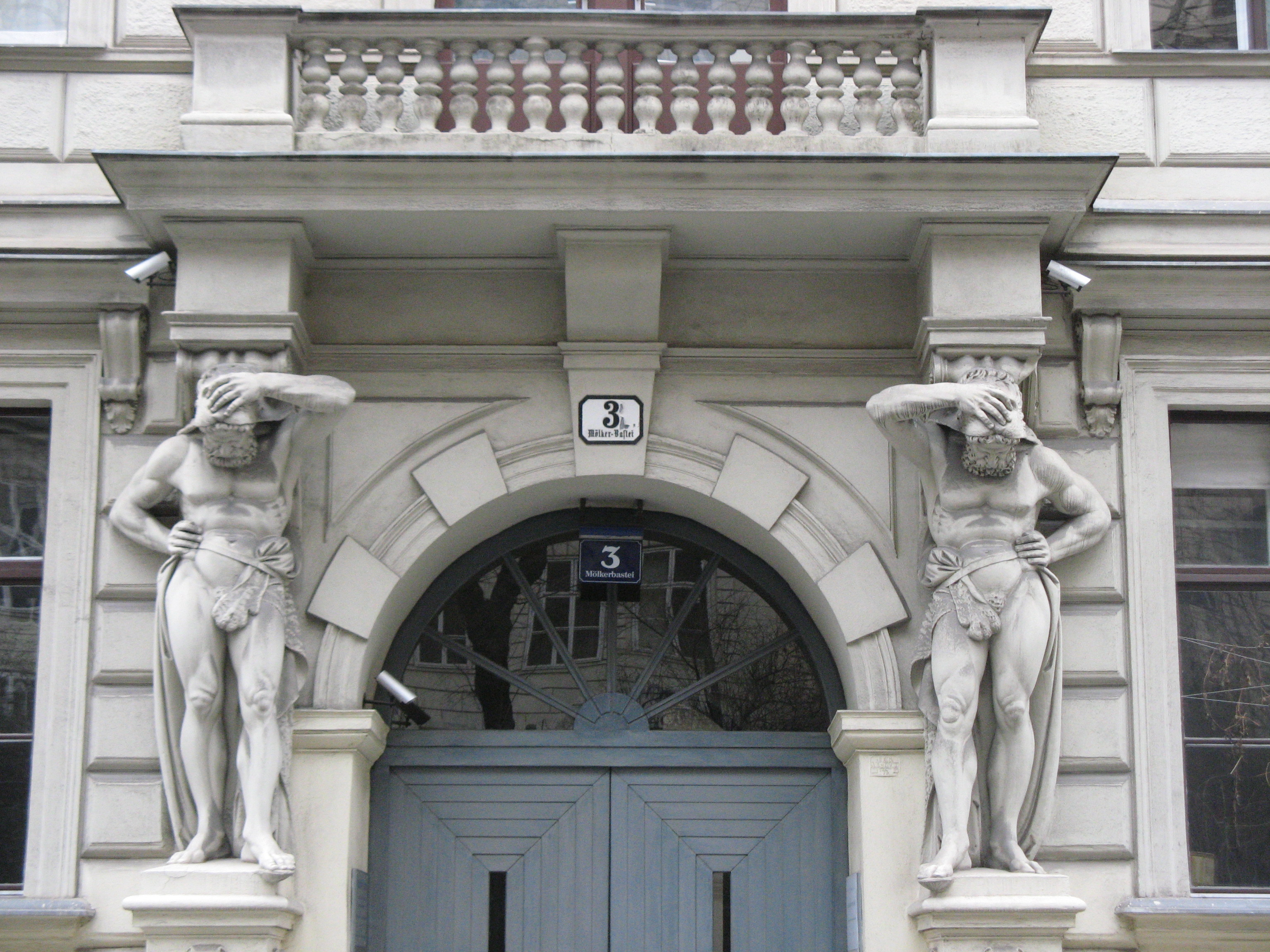
Atlanten am Haus Nr. 3

Das Haus Nr. 3 bildet den Hintertrakt des Hauses Universitätsring 12 und wie dieses setzt es in vereinfachter Form die Fassade des Palais Ephrussi von Theophil Hansen fort. Das auffälligste Detail ist das von Atlanten flankierte Portal, das in einen Balkon übergeht. Das Haus wurde von Emil Förster 1869–1872 erbaut.

### Nr. 5 Hintertrakt des Palais Ephrussi
Carl Tietz schuf 1869 in Anlehnung an das anschließend an der Ringstraße liegende Palais Ephrussi dieses Gebäude Ecke Schottengasse/Mölker Bastei. Durch die angeglichene Fassadengestaltung entstand so eine Gebäudegruppe von ästhetischer und formaler Einheit. Einfahrt und Stiegenhaus liegen an der Mölker Bastei. Hier finden sich ionische Pilaster, Stuccolustro-Felder zwischen illusionistischen Granitpfeilern und Stuckkassettendecken. Eine antikisierende Terrakottastatue der Wienerberger Ziegelei steht im Vestibül, das durch korinthische Säulen gegliedert ist. Auch das Stiegenhaus mit Gusseisengeländer und Löwenmasken ist beachtenswert. Das ebenfalls an der Mölker Bastei liegende Lokal Demmers Teehaus gestaltete Luigi Blau 1981 mit eingezogener Galerie neu.
Am Gebäude befindet sich eine Gedenktafel für den Chirurgen Anton Eiselsberg, der von 1903 bis 1936 hier wohnte. Eine weitere Gedenktafel erinnert an den Generalstabschef der österreichisch-ungarischen Monarchie, Friedrich von Beck-Rzikowsky, der 1881 bis 1920 in dem Haus wohnte.

### Nr. 8 Pasqualatihaus

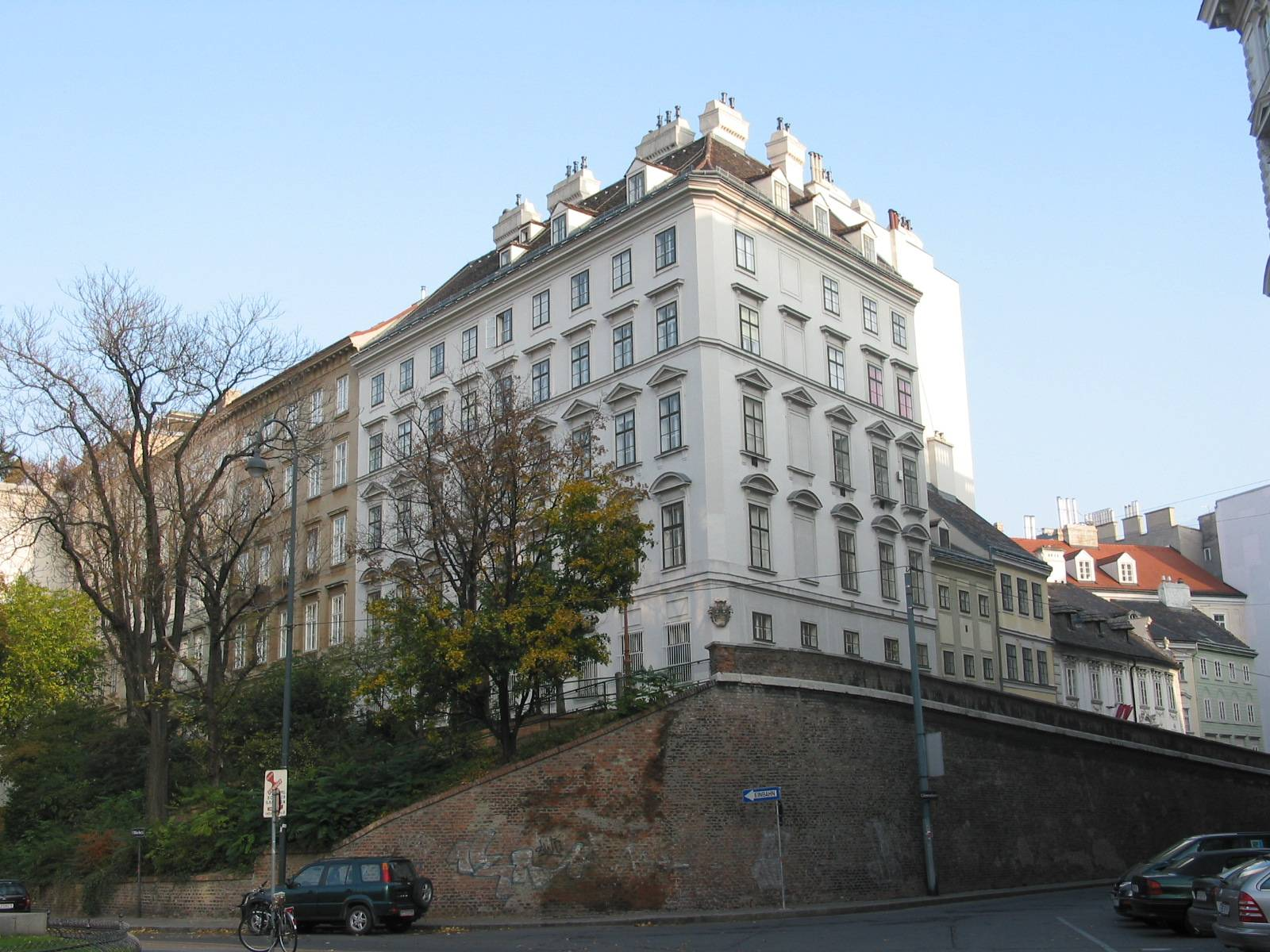
Pasqualatihaus

Das Pasqualatihaus liegt in exponierter Lage auf der Rampe der ehemaligen Wiener Stadtbefestigung Ecke Schreyvogelgasse. Es wurde 1791–1798 von Peter Mollner für den Leibarzt Maria Theresias, Johann Baptist Freiherr von Pasqualati und Osterburg, errichtet, indem zwei kleinere Wohnhäuser zu dem stattlichen Zinshaus vereinigt und umgebaut wurden. In einem der früheren Gebäude befand sich eine Werkstatt für Steinbildhauer, im anderen wohnten Leander Graf Anguissola, kaiserlicher Oberingenieur, und Johann Jakob Marinoni, Hofmathematiker, die beide gemeinsam einen Plan von Wien herausgegeben haben. Außerdem waren sie die ersten Lehrer an der 1718 gegründeten Militär-Ingenieur-Akademie, für die sie in dem Haus Vorlesungen abhielten. Im gegenwärtigen Gebäude wohnte Ludwig van Beethoven mehrmals zwischen 1804 und 1815. Mehrere seiner bedeutendsten Werke entstanden hier, wie die 4., 5., 7. und 8. Symphonie, die Oper Fidelio und das Klavierwerk Für Elise. Bettina Brentano besuchte Beethoven hier während seines zweiten Aufenthaltes und beschrieb das Treffen in ihrem Buch Goethes Briefwechsel mit einem Kinde. Neben der Wohnung im 4. Stock befindet sich eine 1997 von Elsa Prochazka gestaltete, zum Wien Museum gehörende Gedenkstätte, in der das Porträt Beethovens von Willibrord Joseph Mähler aus dem Jahr 1804/05 und das Porträt Andreas Graf Rasumofskys von Johann Baptist Lampi dem Älteren aus dem Jahr 1814 zu sehen sind. Seit 1991 wird im Haus die musikwissenschaftliche Schriftenreihe Vom Pasqualatihaus herausgegeben. Seit 1947 befand sich das Adalbert-Stifter-Museum in drei Räumen des Pasqualatihauses.

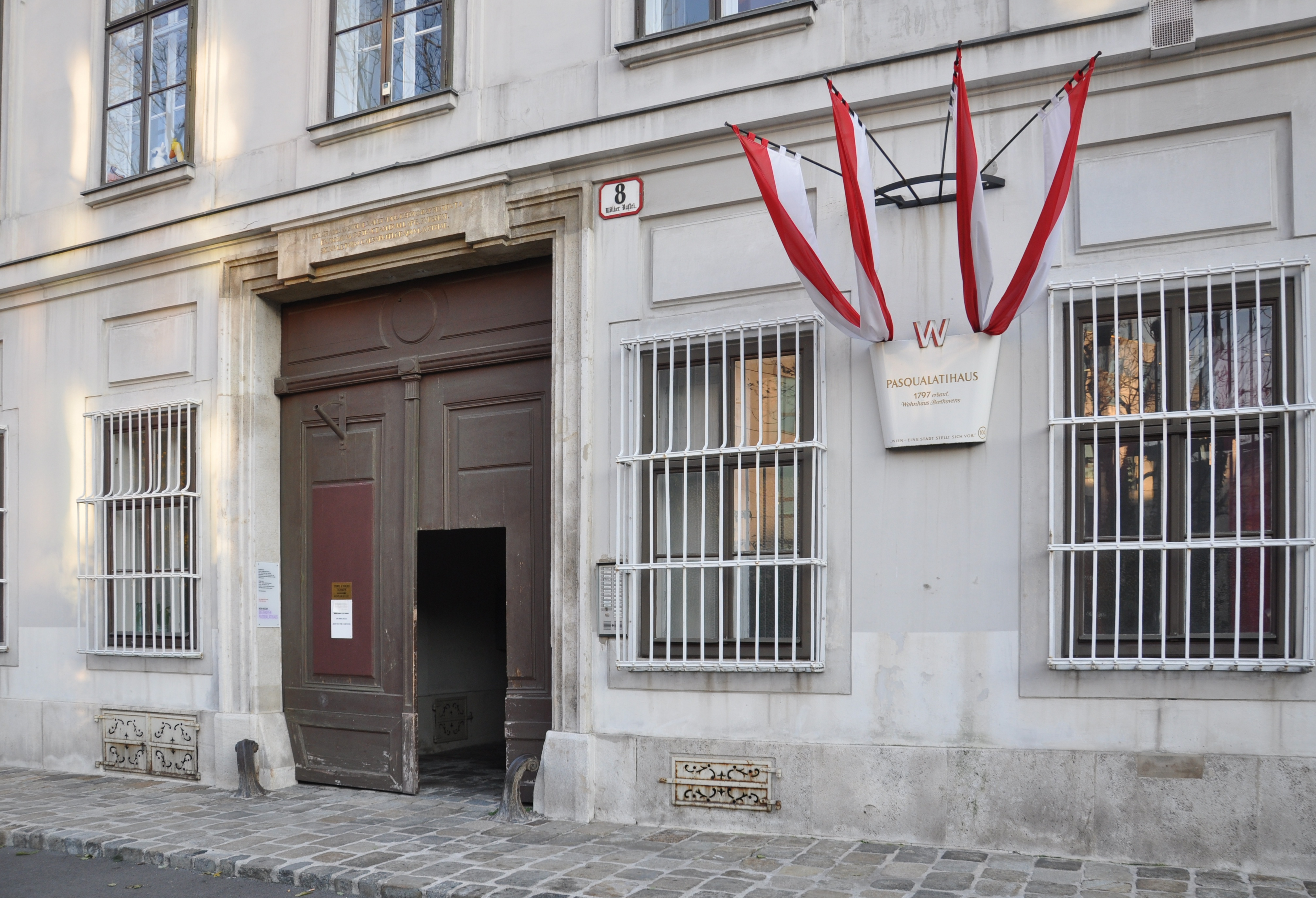
Eingangstor des Pasqualatihauses

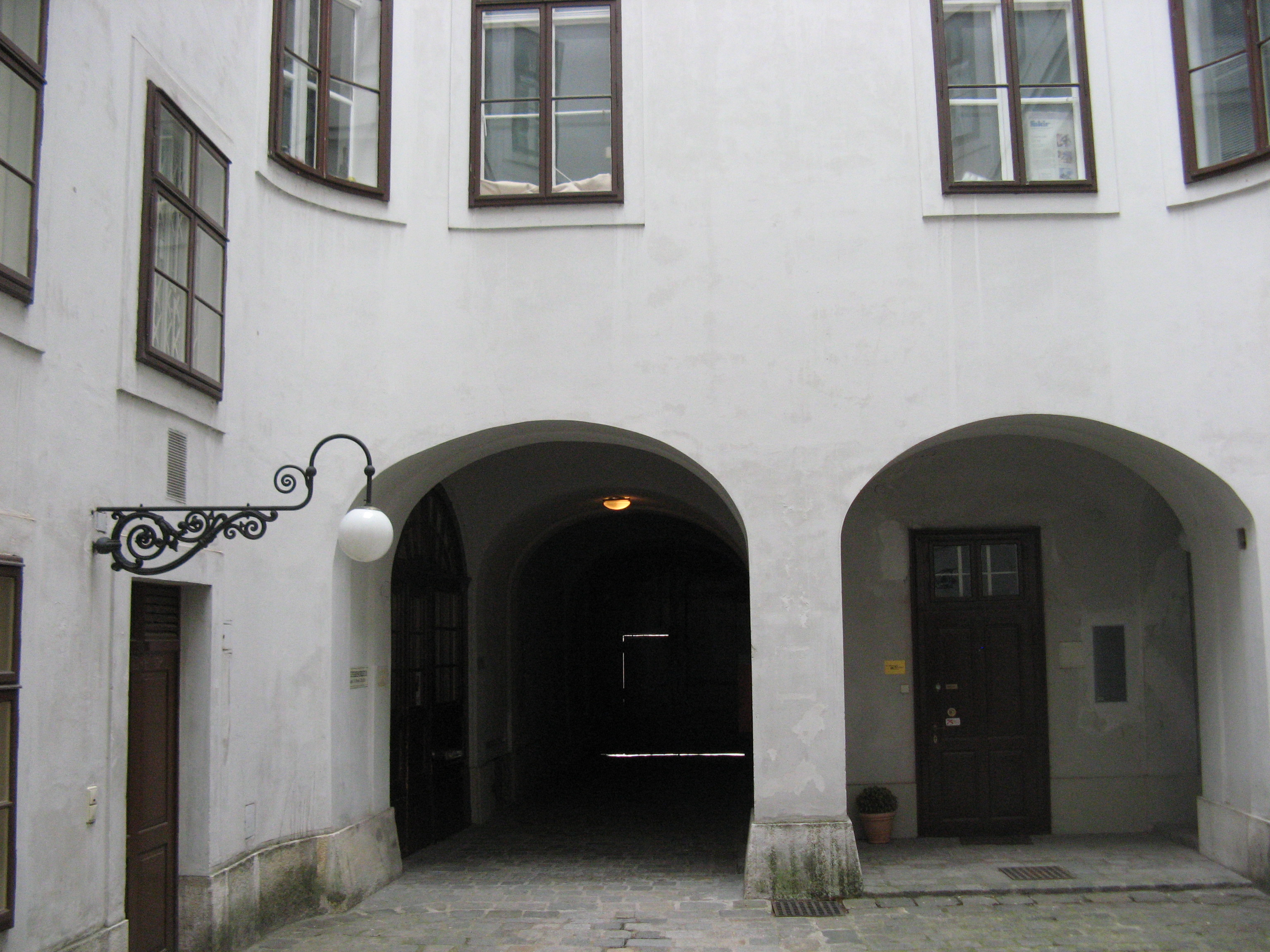
Innenhof des Pasqualatihauses

Das Gebäude ist ein blockhaftes Eckhaus im klassizistischen Stil. An der Ecke befindet sich eine Wappenkartusche Pasqualatis. Das Rechteckportal mit Bauinschrift führt in eine Einfahrt und einen Innenhof mit Schmiedeeisenlaterne und Brunnen. Im Stiegenhaus mit Wendeltreppe befinden sich noch originale Geländer und Gittertüren aus Schmiedeeisen. Auch Dachstuhl und Kellergewölbe sind original aus der Entstehungszeit erhalten. Im Keller befinden sich Reste der Basteianlage. Eine Gedenktafel erinnert an Ludwig van Beethoven.

### Nr. 10 Sterbehaus von Alma von Goethe
In dem Vorgängerbau wohnte während des Wiener Kongresses Fürst Charles Joseph de Ligne und von Herbst 1834 bis 1866 Ottilie von Goethe, die Schwiegertochter Goethes. In dem 1841 erbauten frühhistoristischen Gebäude von Franz Schlierholz auf der Rampe der Mölker Bastei starb 1844 die siebzehnjährige Alma von Goethe, Goethes Enkelin, für die Franz Grillparzer einen Nachruf hielt.
Beim Holztor mit Schmiedeeisengitter in der Supraporte befindet sich eine Tafel für die Josef und Therese Beranek-Stiftung für die Barmherzigen Brüder. Der Innenhof ist mit einem Eisen-Glasdach aus der Zeit um 1900 bedeckt, ein Messingrelief mit einer weiblichen Büste am Hofbrunnen stammt vom Anfang des 20. Jahrhunderts. An der gewendelten Treppe befinden sich bemerkenswerte Schmiedeeisengitter mit vegetabilem Dekor.

### Nr. 12 Frühhistoristisches Wohnhaus
Im Vorgängerbau starb 1814 Charles Joseph de Ligne. Das gegenwärtige Gebäude auf der Rampe der Mölker Bastei wurde wahrscheinlich von Franz Schlierholz 1846 im frühhistoristischen Stil errichtet. Das Äußere besteht aus additiv gereihten, gerade verdachten Fenstern über einem rustizierten Sockel. Im Inneren befindet sich eine gewendelte Treppe und der originale Dachstuhl aus der Bauzeit.

### Nr. 14 Frühhistoristisches Wohnhaus
Dieses Gebäude auf der Rampe der Mölker Bastei entstand 1845–1846 nach Plänen von Franz Schlierholz im frühhistoristischen Stil. Wie beim Nebengebäude ist die Fassade durch additiv gereihte, gerade verdachte Fenster über einem rustizierten Sockel gekennzeichnet, dazu kommen frühhistoristische Dekorelemente. Im Inneren befindet sich eine gewendelte Treppe und ein Keller aus der Bauzeit.

### Nr. 16 Graf Hardegg’sches Stiftungshaus
Das Gebäude Schottengasse 7 wurde 1892 von Ferdinand Fellner und Hermann Helmer im altdeutschen Stil erbaut.

## Sonstiges
Eine Szene des 2010 produzierten Films Eine dunkle Begierde (A Dangerous Method) über C. G. Jung, Sabina Spielrein und Sigmund Freud wurde auf der Mölker Bastei gedreht.